# NGC 3531
NGC 3531 (NGC 3526) je spiralna galaktika u zviježđu Lavu. Naknadno je utvrđeno da je NGC 3526 ista galaktika.

## Vanjske poveznice
- (eng.) SEDS: NGC 3531
- (eng.) Revidirani Novi opći katalog
- (eng.) Izvangalaktička baza podataka NASA-e i IPAC-a
- (eng.) Astronomska baza podataka SIMBAD
- (eng.) VizieR